# Paul Cervières
Paul Cervières (née Marie-Angélique Turlo à Constantinople en 1876 et morte en 1964 à Asnières Hauts de Seine) est un écrivain français de romans pour la jeunesse.

## Biographie
Ecrivait sous le nom de son mari chanteur d'opéra puis acteur 
Elle reçut le prix de l'Académie pour Campés dans la montagne roumaine.
 photo

## Sélection d'œuvres
- Plus fort que tout, Plon-Nourrit, 1904
- Aventures de deux écoliers, Librairie Gedalge, 1924.
- Campés dans la montagne roumaine, Librairie Gedalge, 1925 (Prix d'Académie de l'Académie française, 1926).
- Bertrand le chevrier, Librairie Gedalge, 1926.
- Terre d'exil, Hachette, 1926.
- La Petite Zohra, Librairie Gedalge, 1927.
- Cœur de Turc, Éditions de Monsouris, Collection « Printemps », nos. 5-6, 1928.
- Celle qui osa, Éditions S.E.T., 1929.
- Le Mas aux cigales , Librairie Gedalge, 1929 (Prix Baratin 1930).
- La Cité d'argile, Mame, 1930.
- En plein Atlantique, Librairie Gedalge, 1931.
- Les Prisonniers du "Téméraire", Éditions de Montsouris,  Collection « Printemps », n°101, 1932.
- Miss Elsy, Flammarion, 1932.
- Une petite fille aima, Éditions Renaissance, 1932.
- Un cœur vaillant, Librairie Gedalge, 1933.
- La Demoiselle de compagnie, Éditions de Montsouris, Collection  « Stella », n°597, 1933.
- Mesdemoiselles "Je sais tout", Librairie Gedalge, 1933.
- Le Moteur Chabassol , Boivin, 1933.
- Les Petits Robinsons de Neuvialle , Librairie Gedalge, 1934.
- En avion vers la cité déserte, Librairie Gedalge, 1934.
- Mademoiselle Roseau-Fleuri, Éditions Rouff, 1935.
- La Femme au miroir, Éditions de Montsouris,  Collection  « Stella », n°402, 1936.
- Annie et son cousin d'Amérique, Éditions Gedalge, 1938.
- La Petite rebelle, Éditions Dupuis, 1938.
- Le cœur a ses raisons, 1939
- Cela fleurit, pousse et se mange, Éditions de Montsouris, collection « Lisette », n°35, 1946.
- Deux mariages, M. Daubin, 1947.
- Dréah prince hindou,  Éditions de Montsouris,  collection « Pierrot », n°39, 1947.
- Martine en sabots, Éditions M.V., 1947.
- Âme d'Islam,  Éditions de Montsouris,  collection « Pierrot », n°52, 1948.
- Le Serment aux étoiles, Éditions de Montsouris,  Collection  « Stella », n°542, 1948.
- Le Cousin Météore, Éditions ouvrières, 1949.
- L'Enfant ébloui, Éditions ouvrières, 1949.
- L’Énigme, Éditions Dupuis, 1952.
- L'Oublieux, Collection La Frégate, no 93, Maison de la Bonne Presse, 1954.